# گرندویو (واشینگتن)
گرندویو (به انگلیسی: Grandview) شهری در شهرستان یاکیما ایالت واشنگتن است که در سرشماری سال ۲۰۱۰ میلادی، ۱۰۸۶۲ نفر جمعیت داشته است.